# Siège de Gênes (1522)
Pour les articles homonymes, voir Siège de Gênes.
Sixième guerre d'Italie
Le siège de Gênes est une bataille de la Sixième guerre d'Italie qui se déroula du 20 au 30 mai 1522.

## Historique
Le siège fut conduit par les troupes espagnoles des armées du Saint-Empire romain germanique dirigées par le condottiere italien Prospero Colonna contre les forces françaises défendant la ville. Gênes ayant refusé de se rendre, les troupes impériales furent autorisées à piller la ville après sa chute.